# Harlthorpe
Harlthorpe är en by i civil parish Foggathorpe, i distriktet East Riding of Yorkshire, i grevskapet East Riding of Yorkshire, i England. Byn är belägen 14 km från Market Weighton. Harlthorpe var en civil parish 1866–1935 när blev den en del av Foggathorpe. Civil parish hade 53 invånare år 1931.